# Anne Bellec
Pour les articles homonymes, voir Bellec.
Anne Bellec est une actrice et écrivaine française.

## Biographie
Diplômée du Conservatoire national supérieur d'art dramatique de Paris, elle joue au théâtre, dans les films et séries télévisées.
Elle se fait connaître d’un large public en incarnant Madame Maigret dans la série télévisée Maigret (1991-1995) avec Bruno Cremer.
Elle écrit des livres pour enfants, notamment O Pipabulle !

## Filmographie

### Cinéma
- 1971 : Mesure pour mesure de Marcel Bluwal d’après la pièce de William Shakespeare : Mariana
- 1977 : Le Regard de Marcel Hanoun : Anne
- 1979 : Un si joli village d’Étienne Périer : Nelly

### Télévision

#### Téléfilms
- 1974 : Les Petits Enfants du siècle de Michel Favart : la psychologue
- 1977 : La Lettre écarlate de Marcel Cravenne, d’après le roman de Nathaniel Hawthorne
- 1979 : Le Loup-cervier d’Alain Dhouailly : Geneviève
- 1980 : Le Séquestre de Guy Jorré : Françoise
- 1980 : La Falaise aux corneilles de Franck Appréderis : Mme Marguerite
- 1984 : Le Dialogue des carmélites de Pierre Cardinal, d’après les dialogues de Georges Bernanos : sœur Félicité
- 2001 : Le Châtiment du Makhila de Michel Sibra : Thérèse Mauric
- 2007 : Nous nous sommes tant haïs de Franck Appréderis : Mme Destrade
- 2013 : Les Vieux Calibres de Marcel Bluwal et Serge De Closets : Hermine Le Pensec

#### Séries télévisées
- 1974 : Le Pain noir (épisode La Maison des prés) : Adelaïde Parrot
- 1976 : Messieurs les jurés : L'Affaire Périssac d'André Michel
- 1987 : Les Cinq Dernières Minutes, épisode Claire obscure de Franck Apprederis
- 1993 : Le JAP, juge d'application des peines (épisode Chacun sa gueule) : Dr Maury
- 1991-1995 : Maigret : Madame Maigret
- 1998 : Dossiers : Disparus : Mme Jacquelin
- 1999-2007 : Joséphine, ange gardien (épisode La Part du doute) : Henriette / la grand-mère

## Théâtre
- 1963 : Et jusqu'à Béthanie de Jean Giraudoux, mise en scène Raymond Rouleau
- 1963 : Andromaque de Jean Racine, mise en scène Henri Chanal
- 1963 : Britannicus de Jean Racine, mise en scène Claude Volter
- 1964 : La Savetière prodigieuse d’après Federico Garcia Lorca, mise en scène Pierre Laroche
- 1965 : Jean Moulin aujourd'hui d’Alain Rais, mise en scène Vania Vilers
- 1968 : Amphitryon de Molière, mise en scène Henri Massadau
- 1969 : Le Misanthrope de Molière, mise en scène Marcel Bluwal
- 1970 : Les Rustres de Carlo Goldoni, mise en scène Jean-François Rémi
- 1970 : La Mouette d’Anton Tchekhov, mise en scène Antoine Vitez
- 1972 : Bajazet de Jean Racine, mise en scène Jacques Seiler
- 1976 : Comme il vous plaira de William Shakespeare, mise en scène Benno Besson
- 1976 : Don Juan revient de guerre de Ödön von Horváth, mise en scène Marcel Bluwal
- 1980 : Volpone de Ben Jonson, mise en scène Jacques Alric
- 1980 : Voyages avant l'an 40 de René Loyon, mise en scène René Loyon
- 1983 : La Tragédie de Coriolan de William Shakespeare, mise ne scène Bernard Sobel
- 1983 : La Mégère apprivoisée de Jacques Audiberti, mise en scène Jean-Claude Drouot
- 1985 : Hollywood de Jean-Luc Lagarce, mise en scène Jean-Luc Lagarce
- 1987 : Le Chef-d’œuvre sans queue ni tête de Yannis Ritsos, mise en scène Alain Rais
- 1990 : Richard III de William Shakespeare, mise en scène Eric Sadin
- 1992 : Charcuterie fine de Tilly, mise en scène Patrick Pelloquet
- 1993 : Le Malade imaginaire de Molière, mise en scène Jean-Luc Lagarce
- 1995 : La Servante (histoire sans fin) d’Olivier Py, mise en scène Olivier Py
- 1996 : L'Architecture et la Forêt d’Olivier Py, mise en scène Olivier Py
- 1999 : Requiem pour Srebrenica d’Olivier Py, mise en scène Olivier Py
- 2004 : Le Bourgeois gentilhomme de Molière, mise en scène Patrick Pelloquet
- 2006 : Corées de Balázs Géra, mise en scène Balazs Gera
- 2007 : Richard III de William Shakespeare, mise en scène Ludovic Lagarde
- 2007 : Rêve d'automne de Jon Fosse, mise en scène René Loyon
- 2009 : L'Entonnoir et Trafic de Louis Calaferte, mise en scène Patrick Pelloquet
- 2010 : Oui dit le très jeune homme de Gertrude Stein, mise en scène Ludovic Lagarde
- 2010 : Pacamambo de Wajdi Mouawad, mise en scène Marie Provence
- 2011 : Mère et Fils de Joël Jouanneau, mise en scène Hélène Gay
- 2014 : Le Faiseur de théâtre de Thomas Bernhard, mise en scène Julia Vidit
- 2014 : Et il n’en resta plus aucun, d’après Dix Petits Nègres d’Agatha Christie, mise en scène Robert Sandoz